# Eulasia goudoti
Eulasia goudoti är en skalbaggsart som beskrevs av François Louis Nompar de Caumont de Laporte 1840. Eulasia goudoti ingår i släktet Eulasia och familjen Glaphyridae.

## Underarter
Arten delas in i följande underarter:
- E. g. pardoi
- E. g. lajonquierei